# فرودگاه مگنولیا مونیسیپال

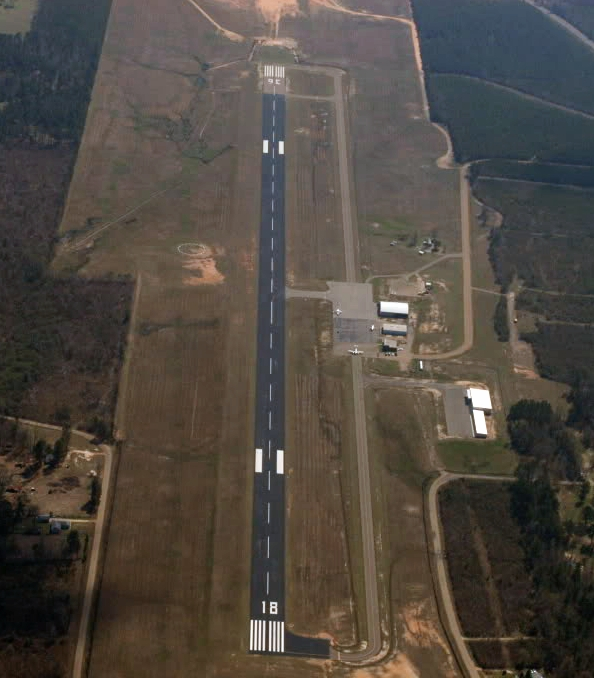
تصاویری ازفرودگاه مگنولیا مونیسیپال

فرودگاه مگنولیا مونیسیپال (به انگلیسی: Magnolia Municipal Airport) یک فرودگاه همگانی بهره‌برداری هوایی با کد یاتا AGO است که یک باند فرود آسفالت دارد و طول باند آن ۱۵۲۶ متر است. این فرودگاه در کشور ایالات متحده آمریکا قرار دارد و در ارتفاع ۹۷ متری از سطح دریا واقع شده است.